# Срджан Дарманович
Срджан Дарманович (Срђан Дармановић) (1961) — чорногорський дипломат, міністр закордонних справ Чорногорії  з 28 листопада 2016 до 2 грудня 2020. Член Венеціанської комісії від Чорногорії та посол Чорногорії в США, знається у міжнародному виборчому законодавстві, дипломатії та шахах. Він є не тільки визнаним професором у галузі порівняльної політики і права, але і видатним шахістом.

## Життєпис
Народився в 1961 році, працював у колишньому федеральному парламенті Югославії з 1992 по 1996 роки.
 
У 1997 році він заснував і став президентом Центру за демократію та права людини, неурядовою організацією та аналітичним центром у Подгориці, Чорногорії. Він залишався в центрі до призначення його послом Чорногорії в США.
Одночасно він був членом міжнародної дослідницької групи Інституту Аспена (1997—1998), а також доцентом порівняльної політики в Університеті Чорногорії та першим деканом факультету політології університету (2003—2010).
Він двічі свідчив перед Гельсінською комісією Конгресу США (1998, 2000 рр.), Був гостем викладачем в Університеті Джонса Гопкінса, а також в університетах у Римі, Гамбурзі та Белграді, де був членом факультету політичних наук.
Дарманович є членом Венеціанської комісії Ради Європи з 2005 року, працює в Раді комітету з демократичних виборів та підкомітетом демократичних інститутів.

## Автор наукових праць
- «Неформальна демократія: драма югославського посткомунізму» (1993)
- «Реасоціалізм: анатомія краху» (1996).
- Дарманович також співавтор декількох книг та письмових статей у таких публікаціях, як журнал «Демократія» та «Східноєвропейський конституційний огляд» у Вашингтоні, округ Колумбія, в Нью-Йорку та Будапешті.

## Спорт
Дарманович — міжнародний шаховий майстер з рейтингом 2282. За рейтингом Світової шахової федерації він займає 9,861 місце у світі та 39 місце у Чорногорії.